# Сукиа Гойкоэчеа, Анхель
Анхель Сукиа Гойкоэчеа (исп. Angel Suquía Goicoechea; 2 октября 1916, Сальдивиа, Испания — 13 июля 2006, Сан-Себастьян, Испания) — испанский кардинал. Епископ Альмерии с 17 мая 1966 по 28 ноября 1969. Епископ Малаги с 28 ноября 1969 по 13 апреля 1973. Архиепископ Сантьяго-де-Компостела с 13 апреля 1973 по 12 апреля 1983. Архиепископ Мадрида с 12 апреля 1983 по 28 июля 1994. Кардинал-священник с титулом церкви Гран-Мадре-ди-Дио с 25 мая 1985. 